# Whale Whores
«Whale Whores» (en España y en Hispanoamérica «¡Jodete Ballena!») es el undécimo episodio de la decimotercera temporada de la serie de televisión estadounidense de animación South Park, y el episodio N° 192 general de la serie. Fue transmitido por Comedy Central en Estados Unidos el 28 de octubre de 2009, y el 15 de marzo de 2010 en Hispanoamérica. En el episodio, Stan se une a un equipo anti-caza de ballenas con el fin de salvar a los delfines y las ballenas de los balleneros y cazadores japoneses. 
El episodio fue escrito y dirigido por serie cocreador Trey Parker, y fue calificado como TV-MA L en los Estados Unidos. «Whale Whores» abordó el tema de la caza de ballenas japonesa, condenando tanto a los propios balleneros y a los activistas que luchan contra ellos. El episodio es particularmente crítico de la serie de televisión Whale Wars (también conocida en español como Defensores de ballenas).
Debido al tema del episodio, a que muchos políticos japoneses fueron parodiados y a la mención de la caída del Imperio Japonés después de la Segunda Guerra Mundial provocado por los bombardeos atómicos de Hiroshima y Nagasaki, no fue emitido en Japón ni traducido al japonés.
En una respuesta al episodio, Paul Watson, la estrella de la serie mencionada anteriormente, dijo que no se sintió ofendido por la representación, y se gozó el espectáculo que trajo el tema de la caza ilegal de ballenas a una gran audiencia. El episodio también contó con referencias a la serie Deadliest Catch y una versión de la canción de Lady Gaga, «Poker Face», cantada por Eric Cartman en el juego Rock Band. Una versión de la canción fue lanzado para el juego en marzo. 
«Whale Whores» fue lanzado en DVD y Blu-ray junto con el resto de la decimotercera temporada el 16 de marzo de 2010 en los Estados Unidos. 
El episodio fue nominado para un Premio de Génesis, pero perdió ante el episodio de Padre de Familia «Dog Gone».

## Argumento
La familia Marsh está visitando para el noveno cumpleaños de Stan un acuario público en Denver. Como los visitantes disfrutaban de la interacción con los entrenados delfines nariz de botella, los japoneses armados con lanzas de repente asaltan el acuario y matan a todos los delfines. Los japoneses realizan ataques similares en varios acuarios, y en un juego de la NFL, donde matan a los miembros del equipo de fútbol americano, los Miami Dolphins. 
Stan le pide a sus amigos Kyle, Cartman y Kenny que lo ayudara a tomar la causa de salvar a los delfines y las ballenas de los japoneses. Kyle dice que no se  puede cambiar las opiniones del Japón sobre la matanza de ballenas, aunque no le gusta como actúan. Cartman y Kenny están mucho más interesados en jugar el videojuego Rock Band, profesando que "no nos importan un carajo que maten a las estúpidas ballenas". Finalmente, Butters informa a Stan sobre el programa de televisión Whale Wars, indicando que pueden aceptar voluntarios para ayudarles. Viendo esto como su oportunidad, Stan toma el consejo de Butters y se une al anfitrión Paul Watson y su tripulación a bordo del Sea Shepherd, pero decepcionado por su método de tirar "manteca apestosa" a los balleneros japoneses en un intento por disuadirlos.  
Después de que los balleneros japoneses matan a Watson con un arpón, Stan destruye su nave por encender sus barriles de combustible con una pistola de bengalas. Stan se convierte en el nuevo capitán y lleva una campaña de mejor éxito en impedir el esfuerzo de la pesca de ballenas por parte de los japoneses mediante el empleo de métodos más agresivos. El equipo termina siendo entrevistado por Larry King, al que describe a Paul Watson como una "puta incompetente de medios de comunicación" y le pregunta Stan cuales son sus intenciones para tener más rating  cada vez que usan métodos relacionados con la violencia. Stan rechaza la acusación y sostiene que sólo está interesado en salvar a las ballenas, no en la calificación. 
Queriendo estar en la televisión, Cartman y Kenny se unen a la tripulación de la nave bajo la falsa pretensión de querer salvar a las ballenas. Después de un breve encuentro con el capitán Sig Hansen y su equipo de la serie Deadliest Catch manifestando su rencor porque ellos tienen más rating, los pilotos japoneses lanzan ataques kamikazes al Sea Shepherd. Los aviones suicidas matan a la tripulación de Whale Wars, con excepción de Stan, Cartman y Kenny. El trío son capturados y llevados a Hiroshima, Japón, donde el emperador Akihito les dice que por la represalia del bombardeo de Hiroshima (y Nagasaki aunque no se menciona) es el motivo principal de los esfuerzos de la caza de ballenas de Japón. Él les muestra una fotografía truncada dado a Japón por los Estados Unidos después del bombardeo del Enola Gay, pilotado por un delfín y una ballena asesina. Según él, el Japón estaba tan agradecido a los estadounidenses que les dieron a los japoneses estas fotos, se declaró la paz y el fin de la Segunda Guerra Mundial. 
Stan sabiendo que la foto es falsa, decide revelar la verdad sobre el atentado, pero Cartman le recuerda que los japoneses tratan y tratarán de exterminar a toda la especie de los autores de la masacre de Hiroshima. La reivindicación del gobierno de EE. UU. le ha autorizado a mostrar las "fotos originales", Stan presenta el primer ministro Yukio Hatoyama y otras autoridades japonesas con una nueva foto truncada que muestra una vaca y pollo en el Enola Gay (creada por Kyle y Stan, que logró llamar de antemano). Los japoneses se enfurecieron, y ahora creyendo que las vacas y los pollos habían modificado la foto original para enmarcar las ballenas y los delfines inocentes. Los japoneses están de acuerdo para poner fin a sus esfuerzos de la caza de ballenas y empiezan a matar vacas y pollos, asaltando las granjas llenas de estos animales. El episodio termina cuando Randy felicita a Stan diciendo "gracias por hacer a los japoneses normales, como nosotros."